# Metro van Glasgow

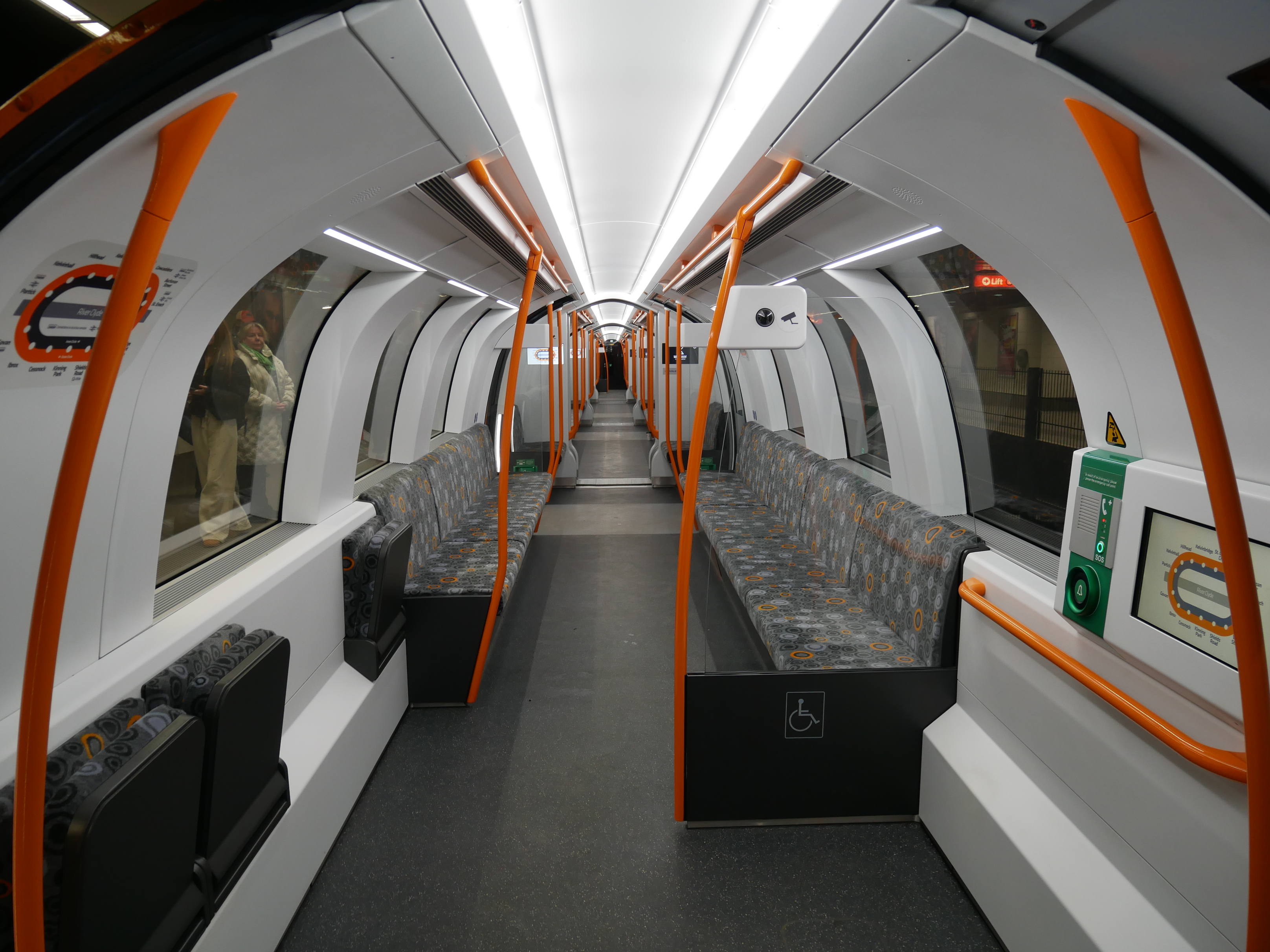
Interieur

De Glasgow Subway is de metro van de Schotse stad Glasgow. De OV-autoriteit Strathclyde Passenger Transport (SPT) is de exploitant.
Het metrobedrijf van Glasgow bestaat uit een ondergrondse dubbelsporige ringlijn van 10,4 kilometer met 15 stations. De diameter van de tunnelbuizen is met 3,35 meter vrij klein. De metrotreinen zijn dan ook maar 2,34 meter breed en 2,69 meter hoog. De spoorwijdte bedraagt 1219 millimeter (4 Engelse voet). 

## Geschiedenis
De lijn werd vanaf 1891 gebouwd door de private Glasgow District Subway Company en werd op 14 december 1896 geopend. In 1923 werd de metro overgenomen door het gemeentelijk vervoerbedrijf van Glasgow. Van het begin tot 1935 werden de treinstellen voortgetrokken door kabels. Daarna werden de lijn geëlektrificeerd met een derde rail (600 volt gelijkspanning).
In 1973 kwam het idee voor een semimetro in 1973 op tafel, als uitbreiding van de metro. Bijzonder was om een netwerk te creëren dat de bestaande metroring verbond met oude nevenlijnen.
In 1977 werd de metrolijn voor drie jaar tot 1980 gesloten om te worden opgeknapt. Hierbij is nieuw materieel aangeschaft en zijn de stations vrijwel helemaal opnieuw gebouwd. Ook kwam er een bovengronds opstelterrein (Broomloan depot) bij station Govan. Omdat er nu geen hijskraan meer nodig is om metrotreinen van de lijn af te halen of er op te zetten, kan de ritfrequentie sindsdien worden aangepast aan de vervoersvraag. In 1980 werd de gemoderniseerde metro weer geopend onder de naam Glasgow Underground. In 2003 werd de naam weer teruggedraaid in Glasgow Subway. 
In maart 2016 kende Strathclyde Partnership for Transport (SPT) contracten toe aan Stadler en Ansaldo STS voor levering van 17 nieuwe treinen zonder bestuurder. De eerste werd geleverd in mei 2019, en tests begonnen op 5 december 2021. De eerste passagiersdiensten met de nieuwe treinen begonnen op 11 december 2023, en sinds 28 juni 2024 zijn alle oude treinen vervangen.

## Dienstuitvoering
Op werkdagen en zaterdagen wordt er iedere 4 tot 8 minuten van 's ochtends vroeg tot 's avonds laat gereden. Op zondagen is de metro alleen tussen 11 en 18 uur in bedrijf (8-minutendienst).

## Stations
De metrostations van de metro van Glasgow zijn, vanaf het noordelijkste station met de klok mee:
- Hillhead
- Kelvinbridge
- St. George's Cross
- Cowcaddens
- Buchanan Street (naast treinstation Queen Street)
- St. Enoch (treinstation Glasgow Central op loopafstand)
- Bridge Street
- West Street
- Shields Road
- Kinning Park
- Cessnock
- Ibrox (aan het Ibrox Stadium)
- Govan
- Partick (gecombineerd met treinstation Partick)
- Kelvinhall